# Cristina Fillat i Fonts
Cristina Fillat i Fonts (Moià, 1962) és una científica i biomèdica catalana, especialitzada en l'estudi del càncer de pàncrees i en el desenvolupament d'estratègies de teràpia gènica pel tractament de malalties.
Llicenciada en Farmàcia per la Universitat de Barcelona el 1985 i doctorada en bioquímica per la Universitat Autònoma de Barcelona, va investigar sobre teràpia gènica durant dos anys (1993-94) a la Mount Sinai School of Medicine de Nova York. Les seves tasques d'investigadora continuaren a Barcelona, primerament a l'Institut de Recerca Oncològica, tot seguit al Centre de Regulació Genòmica i finalment, a l'Institut d'Investigacions Biomèdiques August Pi i Sunyer (IDIBAPS), on lidera el grup de teràpia gènica i càncer. Paral·lelament, des del 2006, és investigadora del centre CIBER de malalties minoritàries.
La seva recerca s'han centrat especialment en el càncer de pàncrees i la teràpia gènica. El resultat de les seves investigacions van ser publicats a la revista Nature Communications on es donava a conèixer que s'havia creat un virus, modificat genèticament, perquè ataqués i eliminés les cèl·lules tumorals, deixant indemnes les cèl·lules sanes, aprofitant el patró d'expressió d'unes proteïnes conegudes com a CPEBs.

## Publicacions
- Fillat, Cristina. Paper de la fructosa i de l'AMP en el control del metabolisme hepàtic de la glucosa UAB, 1990 (ISBN 84-7488-940-5)
- Garcia Rodríguez, Laura; Fillat, Cristina. Modulació de la comunicació intercel·lular com a estratègia per a incrementar l'eficàcia de teràpies antitumorals en models de càncer de pàncrees. Barcelona Universitat Pompeu Fabra, 2009
- Abate-Daga, Daniel; Fillat, Cristina. Estudio de factores que condicionan la sensibilidad al tratamiento con TK-GCV : Diseño de estrategias combinadas para potenciar la citotoxicidad de TK-GCV : Silenciamiento de genes antiapoptóticos y virus oncolíticos armados con TK. Barcelona Universitat Pompeu Fabra, 2009
- Villanueva, E.; Navarro, P.; Rovira-Rigau, M.; Sibilio, A.; Méndez, R.; Fillat, C. "Translational reprogramming in tumour cells can generate oncoselectivity in viral therapies". Nature Communications, 8: 1–9, (2017). https://www.nature.com/articles/ncomms14833